# Năng lượng ở Cộng hòa Dân chủ Congo
Cộng hòa Dân chủ Congo (CHDC Congo) là nước xuất ròng khẩu năng lượng năm 2008. Hầu hết năng lượng được tiêu thụ trong nước năm 2008. Theo thống kê của Cơ quan Năng lượng Quốc tế (IEA), xuất khẩu năng lượng năm 2008 nhỏ và ít hơn so với Cộng hòa Congo. Số liệu dân số năm 2010, Cộng hòa Congo là 3,8 triệu so với CHDC Congo là 67,8 triệu. Ở cả hai nước, các nhà báo và giới truyền thông đã bị chính quyền đe dọa.

## Điện lực
Cộng hòa Dân chủ Congo có trữ lượng dầu mỏ, khí thiên nhiên, than đá và tiềm năng công suất phát điện thủy điện khoảng 100.000 MW. Đập Inga, đập duy nhất trên sông Congo có khả năng tạo ra 40.000 đến 45.000 MW điện, đủ để cung cấp điện cho toàn bộ khu vực Nam Phi. Những bất ổn đang diễn ra trong đấu trường chính trị và sự thiếu quan tâm của các nhà đầu tư có nghĩa là tiềm năng của đập Inga đã bị giới hạn.
Năm 2001, đập được ước tính có công suất lắp đặt là 2.473 MW. Người ta ước tính rằng đập có khả năng sản xuất không quá 650–750 MW bởi vì hai phần ba các tuabin của cơ sở không hoạt động. Có kế hoạch nâng cấp nhà máy điện Inga lên công suất 44.000 MW vào năm 2010. Ngân hàng Phát triển Châu Phi đã đồng ý cung cấp 8 triệu USD cho nó. Chính phủ cũng đã đồng ý tăng cường sự liên kết Inga-kolwezi và Inga-Nam Phi và xây dựng đường dây điện thứ 2 để cung cấp điện cho Kinshasa.
Nếu tận dụng hết tiềm năng của nó, thủy điện có thể cung cấp điện cho toàn bộ châu Phi.
Trong năm 2007, CHDC Congo có tổng sản lượng điện công và tự sản xuất là 8.302 triệu kWh. CHDC Congo đã nhập khẩu 78 triệu kWh điện vào năm 2007. CHDC Congo cũng là một nước xuất khẩu điện. Năm 2003, xuất khẩu năng lượng điện đạt 1,3 TWh, với dòng điện được chuyển đến Cộng hòa Congo và thủ đô của nước này (Brazzaville), cũng như Zambia và Cộng hòa Nam Phi. Cũng có kế hoạch xây dựng Hành lang điện phía Tây (Westcor) để cung cấp điện từ nhà máy thủy điện Inga III cho Cộng hòa Dân chủ Congo, Angola, Namibia, Botswana và Cộng hòa Nam Phi.
Công ty điện lực quốc gia là Société nationale d'électricité (SNEL).
Chỉ có 6% đất nước có điện. Tính đến năm 2003, 98,2% sản lượng điện được sản xuất bằng thủy điện.

## Dầu khí
CHDC Congo có trữ lượng dầu mỏ đứng thứ hai chỉ sau Angola ở nam châu Phi. Tính đến năm 2009, trữ lượng dầu thô của CHDC Congo đã lên đến 180 triệu thùng (29.000.000 m³). Trong năm 2008, CHDC Congo sản xuất 19.960 thùng (3,173 m³) dầu mỗi ngày và tiêu thụ 11.000 thùng mỗi ngày (1.700 m³ / ngày). Tính đến năm 2007, CHDC Congo xuất khẩu 20.090 thùng / ngày (3,194 m³ / ngày) và nhập khẩu 11.350 thùng / ngày (1.805 m³ / ngày). 
Năm 2007, CHDC Congo sản xuất 836.000 tấn dầu thô, xuất khẩu 836.000 tấn và dự trữ 25.000.000 tấn. CHDC Congo không có khả năng lọc dầu từ ngày 1 tháng 1 năm 2005 và phải nhập khẩu các sản phẩm dầu mỏ tinh chế. Năm 2002, nhập khẩu các sản phẩm dầu mỏ tinh chế đạt 8.180 thùng / ngày (1.301 m³ / ngày).
Nhập khẩu sản phẩm dầu bao gồm xăng, nhiên liệu máy bay phản lực, dầu hỏa, khí hàng không, dầu nhiên liệu và khí dầu mỏ hóa lỏng. Các sản phẩm dầu được xuất khẩu và nhập khẩu bởi Cohydro và Dalbit Petroleum. Dalbit Petroleum là một công ty năng lượng Kenya cung cấp sản phẩm cho Lubumbashi và Đông Bắc CHDC Congo. Tính đến năm 2008, CHDC Congo có trữ lượng khí thiên nhiên là 991,1 triệu mét khối. Không có sản xuất, tiêu thụ hoặc nhập khẩu hoặc xuất khẩu khí thiên nhiên. Galaxy Moriah Oil là nhà cung cấp dầu chính phủ đã ký hợp đồng cung cấp dầu cho CHDC Congo.

## Than
Tính đến tháng 7 năm 2005, CHDC Congo được cho là có trữ lượng than đá là 97 triệu tấn. Sản lượng và tiêu thụ than trong nước năm 2003 lần lượt đạt 0,11 triệu tấn và 0,26 triệu tấn tương ứng
.

## Năng lượng tái tạo (trừ thủy điện)
Công nghệ thông tin và truyền thông cho giảm thiểu biến đổi khí hậu
Một trong những Mục tiêu Phát triển Thiên niên kỷ của Liên Hợp Quốc là tạo ra những lợi ích của các công nghệ mới - đặc biệt là công nghệ thông tin và truyền thông (ICT) - có sẵn cho cả các quốc gia công nghiệp và các nước đang phát triển. Theo các mục tiêu này, một số dự án đã được thành lập bởi Liên minh Viễn thông Quốc tế (ITU), Tổ chức Hợp tác và Phát triển Kinh tế (OECD), Quỹ Quốc tế Bảo vệ Thiên nhiên (WWF) và các tổ chức khác để khai thác ICT và biến đổi khí hậu.
Luật pháp về biến đổi khí hậu
CHDC Congo không có chính sách và chiến lược biến đổi khí hậu quốc gia, có thể trình bày các nỗ lực hiện tại và tương lai của CHDC Congo nhằm giải quyết hiệu quả tính dễ bị tổn thương và biến đổi khí hậu thay đổi của nước này. Hiện tại, nước này dựa vào các chính sách và kế hoạch hành động liên quan đến môi trường để thực hiện các sáng kiến và hoạt động thay đổi khí hậu. Tuy nhiên, một số tổ chức phi chính phủ và các nhà tài trợ đã hoạt động ở CHDC Congo để phát triển một cơ cấu hành chính nhằm giải quyết các nhu cầu về bảo vệ môi trường và quản lý tài nguyên thiên nhiên.
CHDC Congo nằm trong vành đai mặt trời mức cao từ đó giúp lắp đặt hệ thống quang điện và sử dụng các hệ thống năng lượng mặt trời nhiệt khả thi trong cả nước. Hiện tại có 836 hệ thống năng lượng mặt trời, với tổng công suất 83 kW, đặt tại Equateur (167), Katanga (159), Nord-Kivu (170), hai tỉnh Kasaï (170) và Bas-Congo (170). Ngoài ra còn có 148 hệ thống mạng Caritas, với tổng công suất 6,31 kW7. Tiềm năng phát triển năng lượng mặt trời rất cao.
CHDC Congo có sự đa dạng về tài nguyên thiên nhiên, cho phép nước này xem xét sự tăng trưởng đáng kể về thủy điện, gió và năng lượng mặt trời. Nước này còn được gọi là "lục địa ảo". Lần đầu tiên ở châu Phi, Cộng hòa Dân chủ Congo (CHDC Congo) đã thông qua một atlas tương tác của các nguồn năng lượng tái tạo.
Atlas này được tạo ra bởi UNDP, Tổ chức Phát triển Hà Lan SNV và Bộ Tài nguyên Nước và Điện Congo. Nó có 600 bản đồ tương tác và thông báo chính sách về phân cấp năng lượng và khuyến khích đầu tư năng lượng tái tạo hơn nữa.